# 魯賓·盧比斯
魯賓·盧比斯·加西亞·馬德里（Rubén Lopez Garcia Madrid，1979年7月9日—），生於西班牙巴塞隆拿，西班牙足球運動員，司職中堅，於西班牙乙二級聯賽出道，在2011年到奧地利球會林茨效力，直到2012年來港加盟南區惟球隊於2014年5月宣布不參與新成立的香港超級聯賽，令獲列強招手他的轉投YFC澳滌至季尾。

## 外部連結
- 香港足球總會球員註冊資料